# Нефункціональні вимоги
Нефункціональні вимоги (англ. Non-Functional Requirements) — це вимоги до програмного забезпечення, які задають критерії для оцінки якості його роботи. На відміну від функціональних вимог, які визначають що система повинна робити, нефункціональні вимоги визначають якою система повинна бути. Нефункціональні вимоги до програмного забезпечення визначаються на першій стадії процесу розробки ПЗ — на етапі аналізу вимог.
Нефункціональні вимоги можна поділити на дві категорії:
- покращення (безпека, надійність, швидкодія, зручність у використанні ...)
- вдосконалення (масштабування, відновлюваність ...) властивостей системи

## Види нефункціональних вимог
1. Вимоги до інтерфейсу (Interface Requirements) 
  1. Апаратні інтерфейси (Hardware Interfaces) — апаратні інтерфейси необхідні для підтримки системи, включаючи логічну структуру, фізичні адреси і очікувану поведінку.
  2. Інтерфейси ПЗ (Software Interfaces) — інтерфейси програмного забезпечення з якими аплікація повинна взаємодіяти.
  3. Комунікаційні інтерфейси (Communications Interfaces) — інтерфейси для комунікацій (взаємодії) з іншими системами та/або пристроями.
2. Апаратні та програмні вимоги (Hardware/Software Requirements) — опис апаратної та програмної платформ, необхідних для роботи (і підтримки) системи.
3. Операційні вимоги (Operational Requirements)
  1. Безпека та конфіденційність (Security and Privacy)
  2. Надійність (Reliability)
  3. Відновлюваність (Recoverability)
  4. Продуктивність (Performance)
  5. Потенціал (Capacity)
  6. Збереження даних (Data Retention)
  7. Керування помилками (Error Handling)
  8. Правила перевірки (Validation Rules)
  9. Узгоджені стандарти (Convention Standards)